# Lucio Pérez Velasco
Lucio Pérez Velasco (La Paz, Bolivia; 2 de marzo de 1854 - La Paz, 27 de noviembre de 1904) fue un político boliviano. Fue elegido primer vicepresidente en el gobierno de José Manuel Pando Solares, cargo que ocupó hasta el 23 de enero de 1903. 
Sus padres fueron José María Velasco y Salustiana Pérez. 
Miembro del Partido Liberal de Bolivia, fue elegido diputado por el departamento del Beni en 1884. Entre 1889 y 1893 fue elegido senador por ese mismo departamento.
Cuando estalló la revolución en Santa Cruz de la Sierra encabezada por Ibáñez, Pérez Velasco marchó en calidad de comisario de guerra de la división pacificadora. Actuó en la Guerra del Pacífico. En la Batalla del Alto de la Alianza fue ascendido a comandante. En la guerra federal, fue nombrado jefe de Estado Mayor.
Fue elegido como primer vicepresidente en el gobierno de José Manuel Pando. En 1900 se dirigió al Acre como delegado del Gobierno. Por decreto del 23 de enero de 1903, fue cesado en sus funciones como vicepresidente.